# Maison intelligente
La maison intelligente est un paradigme (une manière de voir les choses, souvent présenté comme objet du futur et parfois comme un fantasme) qui se positionne en successeur de  domotique, bénéficiant des avancées en informatique ubiquitaire que l’on dénomme aussi l’informatique ambiante, intégrant notamment l'internet des objets. Outre la dimension dominante de l'informatique, la maison intelligente telle que (re)présentée dans les années 2010 se veut également plus centrée utilisateur, s'éloignant de l’approche technophile caractéristique de la « domotique des années 1990 ».
La maison intelligente est une expression familière aux contenants des habitats de technologies. En effet, une maison intelligente est constituée de plusieurs capteurs, et d'actionneurs tels les lampes automatiques, les robots ménagers, les plaques de cuissons à inductions magnétiques; des robots cuisiniers et qui servent les aliments sur des plateaux. 
Une maison, ou un bâtiment intelligent(e), dans la domotique, est tel un restaurant qui évolue ses menus, où des robots aux services des hommes cuisiniers, servent les plats et les menus grâce à de neuves technologies : les robots à pizzas, et les robots cuiseurs. 
À l'avenir, le chauffage, la climatisation, l'éclairage, la gestion des flux (eau, énergie, aliments, déchets, information...) et la sécurité pourraient être pour tout ou partie gérées par un système informatique, auto-apprenant dédié (centralisé ou non), en interaction avec les besoins des occupants, éventuellement en utilisant des énergies et des ressources moins nuisantes pour l'environnement, avec ou sans câblage. La maison s'adapterait aux habitudes et aux goûts de ses habitants et invités (éventuellement malvoyants, handicapés, âgés, malades, etc.), grâce à un profilage de ces derniers, communiqué au système gérant la maison. Certains imaginent aussi une maison intelligente et autonome pour ses besoins en eau, thermies, frigories ou électricité, capable « de détecter d’elle-même, des dysfonctionnements ou des changements de paramètres susceptibles de présenter un danger ».

## Définitions
Pour définir une maison intelligente, Ken Sakamura énonce les critères d’exclusion suivants : « Une maison sera disqualifiée au regard du classement dans la catégorie des maisons intelligentes si  :
- L’information ne peut pas circuler librement de l’intérieur de la maison vers le monde extérieur, et vice-versa  (on parle aussi de maison communicante[2]);
- Si la maison fonctionne avec des ordinateurs intégrés qui ne peuvent pas se parler entre eux ;
- Si sa domotisation consiste en un « patchwork » de « gadgets » ;
- Si elle est équipée avec des fonctions sophistiquées difficiles à utiliser ».

Pour F-X.Jeuland, c'est « une maison qui dispose de fonctionnalités susceptibles de simplifier la vie de ses habitants au quotidien, de réaliser des économies d’énergie et d’apporter un certain niveau de confort et de sécurité. Elle est ouverte aux évolutions futures par la nature même de ses infrastructures de câblage et par son ouverture au monde numérique ». Pour l'essayiste et prospectiviste J. Rifkin et dans le cadre de sa proposition de « troisième révolution industrielle », elle est en outre capable d'échanger des informations et de l'énergie avec les logements et infrastructures périphériques via un smart grid dans le cadre d'un « internet de l'énergie ». Grâce à l'internet ou au téléphone, même quand on en est éloigné « la maison nous parle et nous parlons à la maison » et via des webcams, éventuellement portées par des robots mobiles, il est possible de voir à distance ce qui s'y passe, via des applications et interfaces moins rudimentaires que par le passé.

## Histoire
C'est un concept véhiculé par la science-fiction et qui s'est ensuite appuyé sur la domotique et le précâblage (câblage par fil, câblage réseau), puis l'internet, la coordination de l'informatique autonomique,,,, et les objets communicants et de petits smartgrids "autonomiques".

## Prospective
La domotique s'est développé moins vite que ne le pensaient la plupart des prospectivistes. Et des débats non clos concernent les protocoles informatiques (ouverts ou propriétaires ?, l'interopérabilité et les standards de communication) ont freiné le développement de ces concepts. En outre, le contenu de la Maison intelligente changera avec le développement des réseaux pervasifs que la FING juge inéluctables, et l'évolution des solutions informatiques et des services (ex : création de centrales de supervisions externes, capables d'intervenir rapidement en cas de fuites, de défaut de fonctionnement ou autre problèmes détectés par le système domotique).

## Exemples de maisons intelligentes
- The TRON Intelligent House
- The Toyota Dream Home
- The Adaptive house
- PlaceLab
- ShowHome Loxone